# Умар II (шеху Борну)
Умар II (*д/н —1937) — 10-й шеху (володар) Борну в 1901—1902 роках, 2-й шеху емірату Борну в 1922—1937 роках. Повне ім'я Умар ібн Ібрагім аль-Амін аль-Канемі. Відомий також як Санда Кура.

## Життєпис
Походив з династії Канемі. Син шеху Ібрагіма I. При народженні отримав ім'я Умар Санда. Після повалення його династії в 1893 році переховувався на території Британської Королівської нігерійської компанії.
Після перемоги французьких військ над султаном Рабіхом аз-Зубайром в 1900 році, був висунутий британцями як претендент на трон шеху Борну. 1901 року після перемоги над Фадл-Ахмадом ібн Рабіхом в Кукаві оголошений новим шеху. Невдовзі британські загони зайняли Дікву, куди було перенесено резиденцію Умара II.
Наприкінці 1901 року територія південно-східного Борну з містом Діква була передана Німецькій імперії. Втім Умар II продовжував таємно підтримувати британців. За це 1902 року повалений та засланий до південного Камеруну. Новим шеху німці поставили брата попередника Абу-Бакра Гарбаї.
Під час Першої світової війни зумів повернутися до емірату Борну. 1922 року після смерті брата Абу-Бакра II стає шеху емірату Борну. Продовжив політику попередника щодо зберігання вірності британцям. Водночас виваженою політикою зумів заслужити підтримку підданих.
Помер 1937 року. Емірат Борну успадкував Умар III (син Мухаммада аль-Аміна II), який до того був шеху емірату Діква. Разом з тим він прийняв титул султана Борну.